# Pomnik poległych żołnierzy i jeńców Armii Czerwonej w Toruniu
Pomnik poległych żołnierzy i jeńców Armii Czerwonej w Toruniu (znany również jako Pomnik Bohaterom Armii Radzieckiej) – zespół pomnikowy znajdujący się na osiedlu Glinki w Toruniu, w pobliżu ul. Poznańskiej, wykonany według projektu prof. Witolda Marciniaka. Pomnik odsłonięto w 1969 roku na Glinkach, wówczas znajdujących się w granicach dzisiejszej gminy Wielka Nieszawka. Główny pomnik składa się z dwóch elementów wykonanych w betonie. Obelisk mierzy ok. 10 m wysokości. Na niej znajduje się pięcioramienna gwiazda. Obok obelisku znajduje się cokół. Na niej leżą dwie postacie mierzące ok. 4 m długości. Na cokole znajduje się napis: W HOŁDZIE BOHATEROM ARMII RADZIECKIEJ. Pomnik znajduje się w pobliżu dawnego obozu jeńców wojennych Stalag XX-A, przez którego przewinęło się ok. 55 tys. jeńców (w większości radzieckich).